# Corispermum heptapotamicum
Corispermum heptapotamicum är en amarantväxtart som beskrevs av Modest Mikhaĭlovich Iljin. Corispermum heptapotamicum ingår i släktet lusfrön, och familjen amarantväxter. Inga underarter finns listade i Catalogue of Life.